# Osičky
Osičky (německy Klein Wositz) je obec v okrese Hradec Králové, nacházející se vedle obce Osice. Žije zde 153 obyvatel.

## Historie
První písemná zmínka o obci pochází z roku 1073.

## Pamětihodnosti
- Socha svatého Jana Nepomuckého
- Zvonice
- Krucifix